# قانون معايير العمل العادل لعام 1938

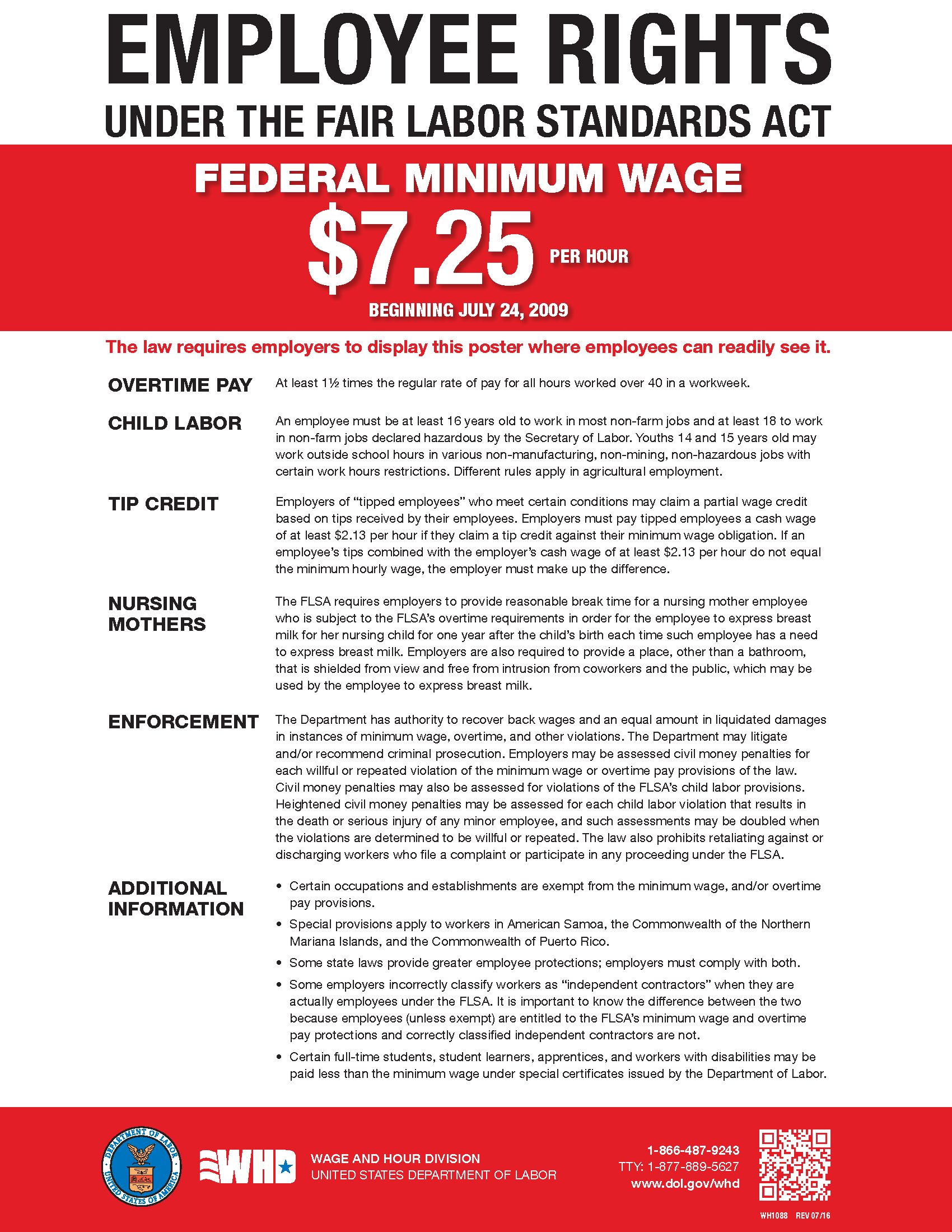
Department of Labor poster notifying employees of rights under the Fair Labor Standards Act

قانون معايير العمل العادل لعام 1938 مختصرةً بكلمة 
FLSA وهو أحد قوانين العمل في الولايات المتحدة الأمريكية حيث ينص هذا القانون على الحق في الحصول على الحد الأدنى للأجور وكذا الحصول على اجر إضافي مقابل ساعات العمل الإضافية بحيث يتم احتساب اجر الساعة الواحدة من ساعات العمل الإضافية بمبلغ يعادل 150% من اجر الساعة الواحدة من ساعات العمل الاعتيادية. وهذا الأمر يسري عندما يكون إجمالي عدد ساعات العمل التي يعملها الإنسان في الأسبوع الواحد يتجاوز سقف الأربعون ساعة أسبوعيا، وبالتالي فانه يتوجب دفع أجور إضافية له.  كما أنه لا يسمح بعمل الأشخاص القصر (عمالة الأطفال الجائرة).ويطبق هذا القانون على جميع الموظفين سواء العاملين في التجارة المحلية أو العاملين في الشركات التجارية التي تمارس نشاط تجاري أو تقوم بإنتاج السلع للاتجار بها، وكاستثناء فان هذا القانون لا ينطبق على شريحة محددة بعينها من العمال. الا وهي شريحة العمال الذين يحق لأرباب عملهم طلب إعفاء من الدخول ضمن نطاق تغطية هذا القانون.

## التطبيق العملي
يطبق قانون معايير العمل العادل على جميع الموظفين سواء العاملين في التجارة المحلية أو العاملين في الشركات التجارية التي تمارس نشاط تجاري أو تقوم بإنتاج السلع للاتجار بها، وكاستثناء فان هذا القانون لا ينطبق على شريحة محددة بعينها من العمال آلا وهي شريحة العمال الذين يحق لأرباب عملهم طلب إعفاء من الدخول ضمن نطاق تغطية هذا القانون. وبشكل عام، فان قانون معايير العمل العادل ينطبق على أي رب عمل يبلغ رأس ماله التجاري أو إجمالي مبيعاته السنوية مبلغ لا يقل عن نصف مليون دولار أمريكي. وبالتالي يخضع العاملين لدى رب العمل هذا لحماية قانون معايير العمل العادل، ما لم تتوفر في رب العمل أيا من المقتضيات الأخرى الموجبة لمنحه إعفاء من نطاق تغطية هذا القانون. يوجد العديد من حالات الإعفاء التي بموجبها يجوز إعفاء رب العمل من أحكام وجوب الالتزام بمقتضيات الحد الأدنى للأجور وساعات العمل الإضافية ومقتضيات حفظ السجلات. وتنطبق الإعفاءات الكبرى على ما يطلق عليه اصطلاحا مسمى إعفاءات (أصحاب الياقات البيضاء) وهي إعفاءات تنطبق على الموظفين شاغلي الوظائف المهنية والإدارية والتنفيذية. وعموما فان النصوص الخاصة بالإعفاءات في هذا القانون هي نصوص واضحة وليس هناك سوى مجال محدود وضيق جدا للاختلاف والتباين في تفسيرها الأمر الذي يوجب على رب العمل إثبات أن موظفيه تنطبق عليهم أحكام وشروط الإعفاء بشكل واضح وبدون أي لبس أو إبهام أو أخطاء.
ينطبق قانون معايير العمل العادل على أي موظف رسمي لدى أي رب عمل شريطة آلا يكون متعاقدا أو متطوعا لان المتعاقدين أو المتطوعين لا يعتبرون موظفين بموجب قانون معايير العمل العادل. ومع ذلك لا يمكن لرب العمل أن يقوم ببساطه بإعفاء الموظفين من الخضوع لقانون معايير العمل فقط عبر القول بأنهم متطوعون أو متعاقدون. فقد قام العديد من أرباب العمل بشكل غير قانوني وغير صحيح بتصنيف موظفيهم كمتطوعين. فالمحاكم تنظر إلى «الواقع الاقتصادي» للعلاقة بين رب العمل المفترض وبين العامل لتحديد ما إذا كان هذا العامل متعاقداُ أم لا. كما أن المحاكم تستخدم اختبارا مماثلاً لتحديد ما إذا كان العامل أو الموظف قد تم توظيفه في نفس الوقت لدى أكثر من شخص واحد أو شركة واحدة، وعادة ما يشار إلى هذه الحالة بمصطلح «أرباب العمل المشترك».
فعلى سبيل المثال يمكن تصنيف العاملين في مزرعة كموظفين بالشراكة مع متعهد عمال (مقاول) (وهو المسئول عن التوظيف والنقل وكشف الرواتب وحساب عدد ساعات العمل) وكذا مع مزارع (وهو الذي يراقب جودة المشاركة عمل المنجز ويحدد للعمال مواقع عمل كل منهم ويتحكم في حجم العمل المتاح ولديه سلطات وصلاحيات الطرد أو فرض عقوبات نظامية وتأديبية أو إصدار التعليمات للعمال بشأن كيفية تنفيذ العمل).  
وفي الكثير من الحالات لا يتقيد أرباب العمل بدفع الأجور الإضافية الصحيحة مقابل أعمال غير معفية، فمثلا لا يتم دفع أجور للموظفين مقابل وقت التنقل بين مواقع العمل ومقابل الأنشطة التي ينفذونها قبل بدء وردية عملهم أو بعد انتهائها ولا مقابل أنشطة الاستعداد والتجهز للبدء في العمل. وبالتالي فان الأجور الإضافية تتركز على أنشطة مزاولة العمل في حد ذاته. وإذا كان الموظف مخول بالعمل لساعات إضافية فانه يتوجب على رب العمل أن يدفع لهذا الموظف أجور إضافية بنسبة 15% مقابل كل ساعة عمل إضافية من إجمالي عدد الساعات التي تتجاوز سقف الأربعين ساعة عمل في الأسبوع الواحد.[بحاجة لتوضيح]
إلا أن الموظفين في جهة أو مؤسسة دينية هم موظفون لا يستحقون أجور إضافية بموجب هذا القانون.
وخلال فترة الحرب العالمية فان أهم الشروط الواجب توفرها لنيل وسام الجيش أو البحرية من الفئة (E) هو شرط الحفاظ على معايير العمل العادل الصادرة بموجب هذا القانون.

### البقشيش
بموجب هذا القانون يتوجب على رب العمل أن يدفع لكل موظف الحد الأدنى للأجور ما لم يكن هذا الموظف "يعمل في مهنة يتلقى فيها هذا الموظف بشكل دائم أو منتظم أكثر من 30 دولار كبقشيش في الشهر الواحد". وفي حال إذا كان إجمالي اجر الموظف مع البقشيش اقل من الحد الأدنى للأجور فبالتالي يتوجب على رب العمل أن يدفع للموظف المبلغ الناقص بحيث يصبح إجمالي أجوره مع البقشيش ومع هذا المبلغ مساو للحد الأدنى للأجور. ومع ذلك لايجب السماح للموظف بان يحتفظ بكل البقشيش سواء أكان بانفراد أو في صندوق البقشيش. ويجب أن تكون عضوية هذا الصندوق والاستفادة منه وتقاسم إيراداته مقصورة ومحصورة فقط على الموظفين الذين عادة وبانتظام يتلقون بقشيشاً ومن ثم يضعوه في هذا الصندوق. والعبارة (عادة وبانتظام) تدل على التكرار حيث يجب أن يكون معدل التكرار ليس نادر أو متباعد الحدوث بل أيضا قد تكون بمعدل ثابت ومستمر."
وبينما تعتبر ثقافة المسميات الوظيفية بأنها ليست قطعية، فالمسمى الوظيفي «نادل» يعني تخويلا صادرا عن مصدر رسمي بموجبه يمنح لشاغل هذه الوظيفة الحق في استلام البقشيش عبر صندوق البقشيش. فالنادل في المطاعم-يؤدي جزء جوهري في عملية خدمة الزبائن دون أن يقوم النادل فعليا بتحضير الأطعمة مباشرة، ولكنه يقوم بتنفيذ الجزئية التي يراها الزبائن، وبالتالي فان مسالة ضم الشخص الذي يعمل بوظيفة متعهد حانة وإدراجه ضمن المستفيدين من صندوق البقشيش هي مسالة بموجبها يشترط على هذا الموظف الذي يعمل بوظيفة متعهد حانة أن يلبي الحد الأدنى من هذا المتطلب القانوني بطريقة كافية لتحفيز الزبائن للقيام على نحو معتاد ومنتظم بإعطاء بقشيش تقديرا للخدمات التي يقدمها لهم هذا المتعهد للحانة. (على الرغم من انه لا يتوجب عليه أن يتسلم البقشيش من الزبائن مباشرة).

## نبذه تاريخية وإدارية

History of the federal minimum wage in real and nominal dollars.

### قانون معايير العمل العادل لعام 1938
في الأساس تمت صياغة مسودة مشروع قانون معايير العمل العادل عام 1932 بواسطة عضو مجلس الشيوخ السيناتور هوجو بلاك الذي قام بصياغة مقترح مشروع قانون ينص على وجوب التزام أرباب العمل بمعيار لسقف إجمالي عدد ساعات العمل في الأسبوع الواحد قدره ثلاثون ساعة، آلا أن هذا المشروع المقترح لاقى معارضة شديدة.
وفي عام 1938 تم التصويت بالموافقة على نسخة منقحة من مقترح السيناتور بلاك بنسخته المنقحة، والذي أقر فيه اعتماد ثمان ساعات عمل في اليوم الواحد أي ما يعادل 40 ساعة عمل في الأسبوع الواحد أسبوعياً، وسمح هذا القانون للعمال الحصول أيضا على اجر أربع ساعات أخرى مقابل العمل الإضافي.وطبقاً لهذا القانون يجب دفع الحد الأدنى من الأجور للعمال كما يجب دفع أجور العمل الإضافي بما يعادل مره ونصف (أي 150%) من أجور أوقات العمل الاعتيادية. ولا يجوز للأطفال دون سن الثامنة عشر من العمر أن يقوموا بمزاولة عدد محدد من المهن والوظائف الخطرة، كما أن الأطفال دون سن السادسة عشر من العمر لا يجوز لهم العمل خلال ساعات الدوام المدرسي.
وقد أثر قانون معايير العمل العادلة على 700 ألف عامل، ووصفه الرئيس فرانكلين روزفلت بأنه أهم جزء في الصفقة التشريعية الجديدة منذ صدور قانون الضمان الاجتماعي لسنة 1935م.

### قانون العمل من بوابة إلى بوابة لسنة 1947
في عام 1946 أصدرت المحكمة العليا في الولايات المتحدة الأمريكية حكمها في القضية المعروفة بقضية شركة أندرسون كليم ينسن للخزف المحدودة، وقد نص الحكم بان أنشطة العمل الأولية التي يسيطر عليها ويديرها رب العمل ويقوم بتنفيذها العمال تنفيذا كليا لمصلحة رب العمل هي أنشطة تم إدراجها وتضمينها بالشكل الصحيح ضمن بأنها ضمن وقت العمل بموجب قانون معايير العمل العادل.
وقد جاء رد الكونغرس على هذا الحكم فقام بإصدار قانون العمل من بوابة إلى بوابة والذي بدوره يضيق من ذلك الحكم الذي أصدرته المحكمة العليا عام 1946م. لذا فان قانون العمل من بوابة إلى بوابة للسنة 1947م حدد بدقة طبيعة الوقت الذي يتم اعتباره كوقت عملا يجب تعويض العامل عنه باجر. وبشكلٍ عام طالما كان الموظف منخرط بتنفيذ أنشطة يستفيد منها رب العمل، بغض النظر عن وقت تنفيذها، فان صاحب العمل ملزم بان يدفع للموظف مقابل المدة الزمنية التي استغرقها الموظف لتنفيذ تلك الأنشطة. كما أن هذا القانون قد حدد أيضا أن التنقل من وإلى موقع العمل هو جزء طبيعي من الوظيفة ولا يجب اعتباره كوقت عملٍ مدفوع الأجر.
ونص القانون أيضاً على انه يجوز للموظفين رفع دعوى قضائية بشأن الوقت غير المدفوع وذلك فقط في غضون عامين من تاريخ تنفيذ العمل موضوع الدعوى. وعند قيامه بالتوقيع والمصادقة على هذا القانون، طلب الرئيس هاري ترومان من الكونغرس يطلب فيه زيادة الحد الأدنى للأجور من 40 سنتاً للساعة الواحدة لتصبح 65 سنتاً للساعة.

### تعديل قانون معايير العمل العادل لسنة 1949م
لقد تم تأجيل التطبيق الكامل لقانون معايير العمل العادل الصادر سنة 1928م بسبب التضخم الذي جاء بسبب الحرب خلال عقد الأربعينيات من القرن العشرين، حيث ارتفعت القيمة الرسمية اللأجور وتجاوزت السقف المحدد في هذا القانون.
وفي تاريخ 26 من شهر أكتوبر من العام 1949م، وقع الرئيس ترومان على القانون المعدل بشان معايير العمل العادل لسنة 1949م (ch. 736, قانون عام. 81–393, 6363 Stat. 910Stat.63 Stat. 910, 29 U.S.C.العنوان 29 من كود الولايات المتحدة المادة 201).
حيث حدد القانون «المعدل الطبيعي» للأجور للموظف لأغراض عملية حساب أجور ساعات العمل الإضافي.كما حدد القانون بان الموظفين يكونوا مشمولين في قانون معايير العمل العادلة إذا كان وجودهم ودورهم أساسيا وجوهريا لإنتاج البضائع بشكل مباشر للتجارة داخل البلاد.وفي هذا القانون تم رفع سقف الحد الأدنى للأجور من 40 سنتاً إلى 75 سنتاً مقابل اجور العمل في الساعة الواحدة، ونص القانون على أن يبداء سريان ونفاذ هذه الزيادة ابتداء من تاريخ 24 يناير من عام 1950م. وقد حظر هذا القانون وحرم إجبار الأطفال على العمل الشاق في مجال التجارة أو في إنتاج السلع التجارية. كما اشتمل القانون على بضعة إعفاءات جديدة لطبقات خاصة من العمال.

### تعديلات سنة 1955م
وفي عام 1955 طلب الرئيس ادوايت د.إيزنهاور من الكونغرس إدخال تعديلات على قانون معايير العمل العادل من أجل زيادة عدد الموظفين الذين تشملهم قوانين الحد الأدنى من الأجور وذلك بزيادة سقف الحد الأدنى من الأجور إلى تسعين سنتاً في الساعة الواحدة.ففي ذلك الوقت لم تكن قوانين الحد الأدنى من الأجور تغطي عمال البيع بالتجزئة وعمال قطاع الخدمات.
وقد وافق الكونغرس على مشروع تعديل قانون معايير العمل العادل وصادق على هذه التعديلات الرئيس إيزنهاور في 12 أغسطس لعام 1955.وتضمنت التعديلات زيادة الحد الأدنى من الأجور من 75 سنتا إلى دولارا واحداً لكل ساعة وتدخل هذه التعديلات حيز النفاذ في الأول من شهر مارس لعام 1956.على الرغم من الجهود والضغوط التي مارسها بعض أعضاء الكونغرس، آلا أن عمال التجزئة وعمال الخدمات وعمال الزراعة وعمال البناء، لم يتم تضمينهم وإدراجهم ولم يتم إلزام أرباب عملهم بدفع حتى ولو الحد الأدنى من الأجور لهؤلاء العمال.

### التعديل الصادر سنة 1961
أضاف تعديل عام 1961 طريقة أخرى لتحديد نوع التغطية التي يطلق عليها تغطية المؤسسة. فلا تنطبق تغطية المؤسسة إلا عندما يكون النشاط التجاري مشتركا في التجارة بين الولايات، وحجم أعمالها السنوي الإجمالي 500000 دولار كحد أدنى.  ثم يتم تغطية جميع الموظفين العاملين في "الشركات" من قبل FLSA إذا كانت الشركات الفردية في "المؤسسة لديها إيرادات تزيد عن 500000 دولار في السنة.(27) وبموجب قانون 1938 الأصلي، يتم تغطية الفرد العامل الذي يعمل في مصادر التجارة بين الولايات. يتم تفسير "التجارة بين الدول" على نطاق واسع بحيث يتم تضمين معظم العمل، كطلب أو تحميل أو استخدام احتياجات من خارج الدولة، وقبول المدفوعات من العملاء على أساس بطاقات الائتمان الصادرة عن البنوك خارج الدولة، وغيرها.
كما حدد تعديل عام 1961 أن التغطية تلقائية للمدارس أو المستشفيات أو دور رعاية المسنين أو غيرها من مرافق الرعاية السكنية. التغطية هي أيضا تلقائية لجميع الكيانات الحكومية على أي مستوى من مستويات الحكومة، بغض النظر عن حجمها. لا تنطبق التغطية على بعض الكيانات غير المنظمة للأعمال التجارية، مثل الكنائس والمؤسسات الخيرية. وارتفع مستوى الحد الأدنى للأجور مرة أخرى إلى 1.25 دولار في الساعة. وتم تحديد ما يمكن اعتباره أجرا محددا، وتم منح الحق في رفع الأجور المتأخرة.

### قانون المساواة في الأجور لسنة 1963م
تم إصدار وتمرير قانون المساواة في الأجور لسنة 1963م لتعديل قانون معايير العمل العادلة وأصبح من غير القانوني أن يدفع لبعض العمال أجورا أقل من غيرهم لا لشيء بل بسبب اختلاف الجنس.وهذا القانون يلخص غالبا بعبارة «المساواة في الأجور مقابل القيام بنفس العمل» وهذا القانون يجيز أيضا عدم المساواة في الأجور مقابل القيام بنفس الوظيفة وهذا فقط عندما يقوم رب العمل بتبني آلية لتحديد الأجور وفقا لنظام الأقدمية، أو نظام الاستحقاق والجدارة، أو لنظام يقيس الأرباح بواسطة كمية أو مدى جودة الإنتاج أو بواسطة أي عوامل أخرى بخلاف الجنس.

### التعديل الصادر سنة 1966م
في هذا التعديل الصادر سنة 1966م تم توسيع التغطية لتشمل أجور بعض عمال المزارع وزيادة الحد الأدنى للأجور ليصل على مراحل إلى مبلغ وقدره 1.60دولار في الساعة الواحدة. كما أن قانون معايير العمل العادل بتعديلاته الصادرة سنة 1966 م قد ضم موظفي الدولة وموظفي الحكومة المحلية وأدرجهم ضمن نطاق التغطية وهذي هي المرة الأولى في تاريخ الولايات المتحدة التي يتم فيها إدراج موظفي الدولة والحكومة المحلية ضمن نطاق التغطية.

### قانون التمييز على أساس السن في التوظيف (ِ (ADEA الصادر سنة 1967 م
يمنع هذا القانون ويحظر أي تمييز وظيفي على الأشخاص الذين تبلغ أعمارهم سن الأربعين فما فوق. فقبل صدور هذا القانون، فقد حرم بعض العمال كبار السن من المزايا الصحية بسبب أعمارهم بالإضافة إلى حرمانهم من الفرص التدريبية. ويطبق هذا القانون على التوظيف التجاري في الشركات والمؤسسات التي يعمل بها أكثر من 20 عاملا فقط.

### تعديلات معايير العمل العادل الصادرة سنة 1974
بموجب التعديلات الصادرة سنة 1974م تم توسيع نطاق التغطية ليشمل موظفي الدولة وموظفي الحكومات المحلية الذين لم تشملهم التغطية من قبل. فقد أضيف العمال المحليين إلى هذه القائمة كما أتم زيادة الحد الأدنى للأجور ليصل على مراحل إلى 2.30 دولار في الساعة الواحدة.

### تعديلات قانون معايير العمل العادل الصادرة سنة 1977م
تم في التعديلات الصادرة سنة 1977م إقرار زيادة سنوية للحد الأدنى يصل في عام 1981م إلى 3.35 دولار في الساعة الواحدة.وقد تم إدخال تغيرات بشان الموظفين الذين يتلقون بقشيشا . كما تم على مراحل إلغاء الإعفاءات الجزئية بشأن ساعات العمل الإضافي بالنسبة لفئات محدد من العاملين في الفنادق والنزل والمطاعم.

### قانون حماية العمال المهاجرين والعمال في الزراعات الموسمية (MSPA) لسنة 1983م
تم تصميم وصياغة هذا القانون الصادر سنة 1983م بهدف منح العمال المهاجرين وعمال الزراعات الموسمية حماية بشأن الأجور وظروف العمل، والظروف المتصلة بالعمل، ويلزم هذا القانون متعهدي العمل الزراعي بالتسجيل في وزارة العمل الأمريكية وتأكيد ضمان توفر الحماية الضرورية لعمال المزارع، والنقابات الزراعية، إضافة إلى أرباب العمل في القطاع الزراعي.

### تعديلات قانون معايير العمل العادل الصادرة سنة 1985م
يسمح هذا التعديل لأرباب العمل في القطاع الحكومي بتعويض موظفيهم عن ساعات العمل الإضافية وذلك بمنحهم إجازة مدفوعة الأجر بدلا عن تسليمهم مستحقات أجور إضافية. ويجب احتساب هذه الإجازة مدفوعة الأجر بواقع ساعة ونصف مقابل كل ساعة عمل إضافي مستحقة بموجب قانون معايير العمل العادل.ولا يجوز لبقية أرباب العمل تعويض موظفيهم بإجازة مدفوعة الأجر مقابل أجورهم الإضافية المستحقة جراء العمل لساعات إضافية.
وقد أعفت هذه التعديلات الحكومة من دفع أجور عمل لساعات إضافية في تنفيذ أعمال مخصصة بعينها يقوم بها رجال الإطفاء، والعاملين في أجهزة إنفاذ القانون، وفي وحدات أمن وحماية السجون.كما أعفت هذه التعديلات الحكومة أيضا من دفع أجور عمل لساعات إضافية للموظفين مقابل قيامهم على نحو متقطع بتنفيذ أعمال تختلف تماما عن الأعمال والمهام التي يزاولها الموظف أوقات دوامه الرسمي.
ونصت هذه التعديلات على أن الأفراد الذين يتطوعون لأداء الخدمات للوكالات الحكومية يجب آلا تشملهم تغطية قانون معايير العمل العادل إذا لم يتلقى هؤلاء الأفراد أي تعويض مالي أو رمزي.
وتنص التعديلات أيضا على أن الموظفين في السلطة التشريعية يجب آلا تشملهم تغطية قانون معايير العمل العادل، باستثناء موظفي المكتبة التشريعية.

### التعديل الصادر سنة 1986م
في عام 1986م تم إدخال تعديلات على قانون معايير العمل العادل للسماح لوزير العمل الأمريكي بمنح شهادات خاصة للسماح لرب العمل بدفع أجور اقل من الحد الأدنى إلى الأفراد الذين تدهورت مستويات دخلهم أو قدرتهم الإنتاجية بسبب كبر السن، أو بسبب إصابات أو حتى تعرضهم للإعاقة العقلية أو الجسدية.فلا يزال على أرباب العمل أن يدفعوا لهؤلاء الموظفين أجور تتناسب مع القدرة الإنتاجية لكل موظف منهم وتتناسب مع الأجور المدفوعة للموظفين الأصحاء الآخرين الذين يؤدون نفس الوظيفة.

### قانون تفويض وزارة الدفاع الصادر سنة 1986م
ألغى قانون تفويض وزارة الدفاع الصادر سنة 1986م شرط احتساب ساعات العمل الإضافية يوميا بعد تجاوز سقف عدد ساعات العمل الرسمي المحدد بثمان ساعات يوميا في جميع العقود الفدرالية.

### تعديلات قانون معايير العمل العادل الصادرة سنة 1989م
قدم السناتور إدوارد كيندي سنة 1989 قانوناً يتم بموجبه القيام بزيادة الحد الأدنى للأجور على عدة مراحل، من 3.35 دولار في الساعة إلى 4.55 دولار في الساعة. ودعمت وزيرة العمل الأمريكية السيدة إليزابيث داو مقترح زيادة الحد الأدنى للأجور إلى 4.24دولار في الساعة وفي الوقت نفسه الاستمرار في إبقاء الحد الأدنى للأجور عند مستوى 3.35 دولار للساعة بالنسبة للموظفين الجدد وذلك لأول تسعين يوما من تاريخ التحاقهم بوظيفة لدى أي رب عمل. وقد قالت السيدة داو بأن الرئيس جورج دبليو بوش سوف يرفض أي قانون ويستخدم حق النقض الفيتو لرفض أي قانون من شانه زيادة الحد الأدنى للأجور إلى أكثر من 4.25 دولار في الساعة.
ووفقا لنتائج التصويت بنعم من 248 عضوا وبـ«لا» من 171 عضوا، فقد وافق مجلس النواب على قانون زيادة الحد الأدنى للأجور إلى 4.55 دولار في الساعة على مراحل خلال مدة زمنية قدرها عامين. وسمح هذا القانون أيضا لأرباب العمل أن يدفعوا ما لا يقل عن 85%من الحد الأدنى للأجور خلال أول 60 يوم للموظفين الجدد الذين لم يسبق وان عملوا في أي وظيفة من قبل. كما أن هذا القانون أيضا قد رفع سقف قيمة المبيعات السنوية من دولار إلى 500.00 دولار بالنسبة للمشاريع الصغيرة كي تحصل على الإعفاء من قانون الحد الأدنى للأجور.. ووفقا لنتائج التصويت بنعم من 61 عضوا وبـ «لا» من 39 عضوا، فقد وافق الكونغرس على زيارة الحد الأدنى للأجور إلى 4.45 دولار في الساعة. وقد مارس الرئيس بوش حقه في استخدام حق النقض وقد وصف هذه الزيادة «بالمفرطة». وقد حاول مجلس النواب عبثا تجاوز رفض الرئيس، فلم يصوت بنعم سوى 247 عضوا وهذا العدد ينقص عن العدد المطلوب لتجاوز رفض الرئيس ب 37 صوتا، علما بان عدد الأعضاء الذين صوتوا بـ«لا» هو 178 عضوا.
و بموجب نتائج تصويت أخر بواقع 382 عضوا صوتوا ب«نعم» مقابل 37 عضوا صوتوا بـ«لا»، فقد مجلس النواب على نسخة منقحة من مشروع القانون يقضي بزيارة الحد الأدنى للأجور إلى 3.80 دولار في الساعة في إبريل سنة 1990م وإلى 4.25 دولار في الساعة ابتداء من تاريخ 1/إبريل/1991. وينص هذا القانون على تحديد حد ادني للأجور للموظفين الذين تقل أعمارهم عن 20 عاما. كما أزال هذا القانون الفوارق والتباينات التي كانت موجودة في الحد الأدنى للأجور للعمال في مجالات التجزئة والجملة. وفي الأسبوع التالي، وافق مجلس الشيوخ على القانون حيث صوت 89 عضو بـ«نعم» مقابل 8 أعضاء صوتوا بـ«لا». وقد فشل السيناتور أرين هاتش، والسيناتور ستيف سيمز، والسيناتور فيب جرام في تمرير إعفاءات من الحد الأدنى للأجور للمشاريع الصغيرة والمزارعين الذين يستخدمون عمال مهاجرين أو موسميين. وبعد أسبوعين صادق الرئيس بوش على هذا القانون .

### قانون حماية الوظائف في المشاريع الصغيرة الصادر سنة 1996م
وبموجب التعديلات الصادرة سنة 1996م تم زيادة الحد الأدنى للأجور إلى 5.15$ في الساعة ومع ذلك، فان قانون حماية الوظائف في المشاريع الصغيرة الصادر سنة 1996م (109-188) الذي ينص على زيادة الحد الأدنى للأجور، قد اخرج الموظفين الذين يتلقون بقشيشا وحرمهم من أي زيادات مستقبلية في الحد الأدنى للأجور. فقبل عام 1996 , حصل الموظفون الذين يتلقون بقشيشا على 50% زيادة عن الحد الأدنى للأجور السائدة حينها، ومن ثم تجميد الحد الأدنى لهؤلاء الموظفين، على الأقل بموجب القانون الاتحادي، عند سقف حد أدنى للأجور قدره 2.13 دولار في الساعة وهنا تجدر الإشارة إلى أن قوانين الولايات التي تمنح أجورا أعلى للساعة الواحدة هي قوانين لا تزال سارية المفعول.

### تغيير القانون عام 2004م
بتاريخ 23أغسطس 2004 , بداء سريان التغييرات المثيرة للجدل على قانون معايير العمل العادل بشان الإعفاءات من الحد الأدنى للأجور ومتطلبات العمل الإضافي، الأمر الذي من شانه إدخال تغييرا جوهريا على تعريف مصطلح «الموظف المعفي». . فالعاملين كمشرفين منخفضي المستوى لفي جميع القطاعات الاقتصادية الأمريكية تم بموجب هذا القانون إعادة تصنيفهم على أنهم «مسئولون تنفيذيون» وبالتالي فقد فقدوا حقوق العمل الإضافي، وقد سعت القوى ذات المصالح التجارية وراء إصدار هذا القانون وللتمويه ادعت هذه القوى بان نصوص هذا القانون بحاجة إلى توضيح وبان عدد قليل فقط من العمال سوف يتضررون منه، كما أن إدارة بوش أطلقت على هذه اللوائح الجديدة مصطلح «أجرة الطرد من الوظيفة»، آلا أن منظمات أخرى مثل منظمة "الاتحاد الأمريكي للعمل ومؤتمر المنظمات الصناعية" ادعت بان التغييرات ستجعل ملايين إضافية من العمال غير مؤهلين للحصول على المعونة بموجب قانون معايير العمل مقابل أجور ساعات العمل الإضافي، ولم تنجح المحاولات في الكونغرس لإلغاء اللوائح الجديدة.
وعلى نحو يشير إلى التناقض، فان بعض الموظفين ذوي المستوى المنخفض ولا سيما «موظفي الدعم والإسناد الإداري» الذين سبق تصنيفهم على أنهم معفيون، فقد تم بموجب القانون الجديد إعادة تصنيفهم وأصبحوا غير معفيين.
-وعلى الرغم من أن هؤلاء الموظفين يعملون في مناصب ووظائف تحمل مسميات وظيفية كانت تستخدم سابقا لتحديد حالة الإعفاء مثل «المساعد التنفيذي»، فان التعديل الذي حصل في 2004 على قانون معايير العمل العادل تقضي بان أي إعفاء يجب أن يكون قابل للتنبؤ به بموجب مزاولة وتنفيذ الوظيفة فعليا وليس من خلال المسمى الوظيفي لهذه الوظيفة. وبالتالي فان الموظفين الذين كانوا سابقا مصنفين على أنهم معفيين فقد تم إعادة تصنيفهم كغير معفيين وذلك لان الوصف الوظيفي لوظائفهم لا يتضمن ولا يشمل أي مهام من مهام المدراء. .

### قانون الحد الأدنى للأجور لعام 2007
وفي 25 مايو 2007، وقع الرئيس بوش القانون التكميلي رقم (2206) الذي يتضمن قانون الحد الأدنى للأجور لسنة 2007م، (74) وبموجبه تم تعديل «قانون معايير العمل العادل» حيث أتاح زيادة الحد الأدنى الفدرالي للأجور عبر خطة مرحلية ستبلغ ذروتها بحد أدنى للأجور قدره (7.25) دولار في الساعة بحلول تاريخ 24/يوليو/ 2009, وعلاوة على ذلك فانه يتوجب على جميع المقاطعات الأمريكية خارج أمريكا الشمالية، بما في ذلك سامو الأمريكية وبورتوريكو تطبيق هذا الحد الأدنى للأجور عبر سلسلة من الزيادات المرحلية.

### قانون حماية المرضى وتوفير خدمات الرعاية بأسعار معقولة لسنة 2010م
```
تنص المادة 4207 من قانون حماية المرضى وتوفير خدمات الرعاية بأسعار معقولة (القانون رقم 3590) على تعديل المادة 7 بحيث يتوجب على أرباب العمل إضافة وقت استراحة للأمهات المرضعات للرضاعة، وكذا وجوب توفير مكان مناسب أخر غير الحمامات ويشترط في هذا المكان أن يكون يحجب الرؤية ويمنع تطفل الزملاء والمجتمع عليه والدخول فيه، ويخصص هذا المكان لهؤلاء الأمهات المرضعات. 
```

### تغيير القانون في عام 2016م
في عام 2014 وقع الرئيس أوباما مذكرة رئاسية تضمنت توجيهاته إلى وزارة العمل بالشروع في تحديث اللوائح التي تحدد من هم الموظفين «ذوي الياقات البيضاء» المحميين بما تضمنه قانون معايير العمل العادل من معايير للحد الأدنى للأجور ومعايير ساعات وأجور العمل الإضافي. (49). وبتاريخ 18 مايو 2016م أعلن الرئيس باراك اوباما ومعه وزير العمل توماس بيريزنش إصدار أخر نسخة محدثة من دليل وزارة العمل للوائح. (49)
للعمل الإضافي، الأمر الذي من شانه توسيع نطاق أهلية الملايين من المواطنين الامريكيين للحصول على مزايا العمل الإضافي.
ووفقا للوائح المحدثة، فان جميع الموظفين الذين يحصلون على راتب يقل عن 913 دولار في الأسبوع يجب أن يحصلوا أيضا على أجور عمل إضافي. ويبدءا سريان هذا الإجراء ابتداء من تاريخ 1 ديسمبر 2016م، كما انه من المتوقع أن يتم إجراء تعديلات على اللوائح كل ثلاث سنوات ابتداء من تاريخ 1 يناير 2020م.

### قانون عطلة العمل مدفوعة الأجر 2013_2009
في شهر مايو 2013م، اقترح عضو مجلس النواب السيد الان غرايسون هذا القانون المتوفر نسخة منه على شبكة الإنترنت على العنوان التالي (https://www.congress.gov/bill/113th-congress/house-bill/2096) وكان ذلك إعادة لمحاولة سابقة لمقترح أخر قدمه في عام 2009م والموجود نسخة منه على شبكة الإنترنت على الرابط التالي: (https://www.govtrack.us/congress/bills/111/hr2564)

### قانون الحد الأدنى للأجور الصادر سنة 2014م
وفي شهر أبريل من عام 2014م، ناقش مجلس الشيوخ في الولايات المتحدة قانون الحد الأدنى للأجور. أن مشروع القانون هذا كان سيدخل تعديلات على قانون معايير العمل العادل لعام 1938 لزيادة الحد الأدنى الفدرالي للأجور للموظفين إلى مبلغ وقدره 10.10 دولارات للساعة على مدى فترة زمنية قدرها سنتين. حظي مشروع هذا القانون بتأييد قوى من الرئيس باراك اوباما والكثير من السيناتورات الديمقراطيين ولكنه واجه معارضة شديدة من قبل الجمهوريين في مجلسي الشيوخ والنواب.

### قانون صحة الأسرة الصادر سنة 2015م
وفي شهر يناير من العام 2015م، طلب الرئيس باراك اوباما من مجلس الشيوخ الموافقة على تمرير قانون الأسرة الصحية الذي بموجبه سيسمح لأرباب العمل منح موظفيهم ساعة واحدة من الإجازة المرضية مدفوعة الأجر عن كل 30 ساعة يعملونها، أي مدة تصل إلى سبعة أيام أو 56 ساعة إجازة مرضية مدفوعة الأجر في السنة الواحدة، بدلا عن دفع أجور مقابل ساعات العمل الإضافية للموظفين، ومن شان مشروع القانون هذا، بصيغته المقترحة، أن يطبق على أرباب العمل الذين يبلغ عدد موظفيهم 15 شخصا أو أكثر على النحو المنصوص عليه في قانون معايير العمل العادل..

### قانون استعادة الأجور ومنع سرقتها لسنة 2016م
وفي شهر سبتمبر من عام 2016م، قدم الأعضاء الديمقراطيين في مجلسي النواب والشيوخ في الولايات المتحدة مشروع قانون استرداد ومنع سرقة الأجور. ومن شان هذا القانون انه سيودى إلى زيادة مسئولية أرباب العمل بفي القضايا والدعاوى المرفوعة بموجب قانون معايير العمل العادل بحيث تصل إلى مقدار المبلغ الذي وعد به رب العمل وليس مجرد الوصول إلى الحد الأدنى للأجور، كما أن هذا القانون كان سيمنع سحب دعاوي سرقة الأجور المنظورة أمام المحاكم ويكون هذا السحب بمبرر إبرام اتفاقيات تحكيم وصلح قبل نشوب النزاع، وكان هذا القانون سيجعل بالإمكان رفع قضايا بموجب قانون معايير العمل العادل دون الحصول على موافقة فردية من العمال الذين سرقت أجورهم، كما أن هذا القانون كان سيفرض عقوبات مالية تلقائيا عن المخالفات والخروقات وكان سيمنح وزارة العمل سلطة تقديرية لإحالة المخالفات إلى وزارة العدل لتنظر المحاكم فيها. آلا أن مشروع هذا القانون لم يخرج إلى النور نظرا لعدم موافقة الكونغرس أو مجلس النواب عليه.

## وصلات خارجية
- Fair Labor Standards Act Of 1938, As Amended". Wage and Hour Division. United States Department of Labor. May 2011. Retrieved November 23, 2016.
- Wage and Hour Law: Meal and Rest Periods
- Purchasing power of minimum wage from 1958 to 2002, via fiscalpolicy.org
- AFL-CIO, American Federation of Labor - Congress of Industrial Organizations
  - Minimum wage, via aflcio.org
  - 2004 changes in overtime regulations, via aflcio.org
- Average U.S. farm and non-farm wages compared to the minimum wage (1981 - 2004), via usda.gov
- Impact of Proposed Minimum-Wage Increase on Low-income Families, via cepr.net (Center for Economic and Policy Research)
- Overtime Law Blog | FLSA Decisions
- Association of Community Organizations for Reform Now
- Center for Policy Alternatives, via stateaction.org
- The Economic Policy Institute (epinet.org)
  - Analysis of 2004 change in overtime regulations, via epinet.org
- Floridians for All
- Raising the National Minimum Wage: Information, Opinion, Research
- Workplace Fairness
  - Minimum wage, via workplacefairness.org
  - Overtime compensation, via workplacefairness.org
- Business & Legal Reports
  - Study Finds Many Day Laborers Exploited نسخة محفوظة 4 نوفمبر 2019 على موقع واي باك مشين.
  - Supreme Court Clarifies Wage and Hour Law نسخة محفوظة 4 نوفمبر 2019 على موقع واي باك مشين.
- Exempt and Non-Exempt Employees Definition نسخة محفوظة 1 مارس 2012 على موقع واي باك مشين.
- Fair Labor Standards Act - FLSA - 29 U.S. Code Chapter 8
- WaitressCalc 2012 - Calculate Pay for Tipped and Non-Tipped Employees per State, Including Tip-Credit
- flsa comp time نسخة محفوظة 22 أكتوبر 2021 على موقع واي باك مشين.
- Wage-Law Enforcer: 'Jaw-Dropping' Violations Demand Tougher Action. The Wall Street Journal. Dec 30, 2014.